# Hassan Abdelouhab
Hassan Abdelouhab (arab. حسن عبد الوهاب, ur. 1 stycznia 1991 w Meknes) – marokański piłkarz, grający jako napastnik. Od 2023 roku wolny gracz.

## Kariera klubowa

### CODM Meknès
Zaczynał karierę w CODM Meknès. Do pierwszej drużyny dołączył w 2009 roku. 
W sezonie 2011/2012 (pierwszym w bazie Transfermarkt) zagrał 3 spotkania, natomiast w kolejnym sezonie zagrał 21 meczów i miał 3 asysty.

### Dalsza kariera
1 września 2017 roku został zawodnikiem Unionu Sidi Kacem. 25 listopada 2019 roku został graczem Ittihadu Khémisset. 27 stycznia 2021 roku powrócił do Unionu, natomiast 1 stycznia 2022 roku ponownie podpisał kontrakt z CODM Meknès. Od 1 lipca 2023 roku jest bezrobotny.